# Calul bălan (miniserial din 2020)
Calul bălan (în engleză The Pale Horse) este un miniserial TV thriller de mister din 2020. A fost difuzat în două părți la 9 și 16 februarie 2020 de BBC One. Scris de Sarah Phelps, scenariul este bazat pe romanul omonim al Agathei Christie, cu Rufus Sewell și Kaya Scodelario în rolurile principale. A fost regizat de Leonora Lonsdale.

## Distribuție

### Roluri principale
- Rufus Sewell - Mark Easterbrook
- Sheila Atim - Thryza Grey
- Georgina Campbell - Delphine Easterbrook[4]
- Bertie Carvel - Zachariah Osborne
- Kathy Kiera Clarke - Sybil Stamfordis[4]
- James Fleet - Oscar Venables[4]
- Henry Lloyd-Hughes - David Ardingly
- Claire Skinner - Yvonne Tuckerton[4]
- Rita Tushingham - Bella
- Sean Pertwee - Inspector Stanley Lejeune
- Kaya Scodelario - Hermia Easterbrook[4]

### Roluri secundare
- Madeleine Bowyer - Jessie Davis
- Poppy Gilbert - Thomasina Tuckerton
- Ellen Robertson - Poppy
- Sarah Woodward - Clemency Ardingly[4]

## Episoade
| Nr. | Episode   | Regizat de       | Scris de     | Data difuzării    | UK telespectatori (milioane) |
| --- | --------- | ---------------- | ------------ | ----------------- | ---------------------------- |
| 1 | Episode 1 | Leonora Lonsdale | Sarah Phelps | 9 februarie 2020  | 7.00                         |
| La un an după ce și-a descoperit prima soție, Delphine, electrocutată în baie, anticarul Mark Easterbrook este chemat de poliție după ce o femeie, Jessie Davis, este găsită moartă pe stradă. O listă cu câteva nume pe o bucată de hârtie a fost găsită ascunsă în pantofii aceștia. Printre nume se află și cel al lui Mark și al amantei sale, Thomasina Tuckerton, pe care Mark a găsit-o moartă ulterior în patul ei. Mark descoperă că Delphine și Jessie Davis au vizitat amândouă satul Much Deeping pentru a se întâlni cu trei femei de acolo. O altă persoană de pe listă, negustorul Zachariah Osborne, care a fost angajatorul lui Jesse Davis, îi spune lui Mark că femeile sunt vrăjitoare și responsabile de decese. |           |                  |              |                   |                              |
| 2 | Episode 2 | Leonora Lonsdale | Sarah Phelps | 16 februarie 2020 | 5.74                         |
| Părul lui Mark începe să cadă, la fel ca cel al lui Jesse Davis sau al Thomasinei Tuckerton înainte de a muri. El începe să creadă în existența vrăjitoarelor și în presupusa lor putere. Bănuiește că a doua sa soție, Hermia, complotează împotriva lui. Fiul lui Mark, David Ardingly, recunoaște că a plătit cele trei vrăjitoare din Much Deeping pentru a provoca moartea mătușii sale Clemency, astfel încât să-i poată moșteni averea mai devreme. Inspectorul Lejeune contestă versiunea lui Mark despre moartea lui Delphine. Mark îl vizitează pe Osborne, care îi spune că poate fi curățat doar prin foc. Mark le vizitează apoi pe vrăjitoare și le cere să înlăture amenințarea reprezentată de Hermia și Lejeune. Mark o descoperă pe Hermia în comă și, în timp ce se află la spitalul în care este tratată, îl vede pe Lejeune adus la spital, pe moarte. Prin flashback-uri se dezvăluie că Mark a provocat moartea lui Delphine, lucru pe care l-a ascuns. Se confruntă cu Osborne, care mărturisește că el le-a otrăvit pe celelalte victime. Își bate joc de Mark, care îl ucide și dă foc atelierului său. Hermia se trezește în spital cu cele trei vrăjitoare lângă ea care îi spun ce a făcut Mark. Mark se întoarce la el acasă și citește ziarul de dimineață. Titlul este anunțul propriei sale morți. Se presupune că Hermia le-a cerut vrăjitoarelor să-l „înlăture” pe Mark care este acum mort și se află într-un peisaj infernal unde retrăiește moartea lui Delphine din nou și din nou. |           |                  |              |                   |                              |